# Ibatia rusbyi
Ibatia rusbyi är en oleanderväxtart som beskrevs av Morillo. Ibatia rusbyi ingår i släktet Ibatia och familjen oleanderväxter. Inga underarter finns listade i Catalogue of Life.